# 多利斯山
多利斯山（Dollis Hill）是位於倫敦西北部的一個地區，當地有倫敦地鐵朱比利線車站多利斯山站，前往倫敦市中心的交通便利。多利斯山屬於布倫特倫敦自治市，這裡主要是一個住宅區。多利斯山是倫敦愛爾蘭人人口比例最高的地區。